# Floresta do Piauí
Floresta do Piauí este un oraș în Piauí (PI), Brazilia.